# Distrito de Radom

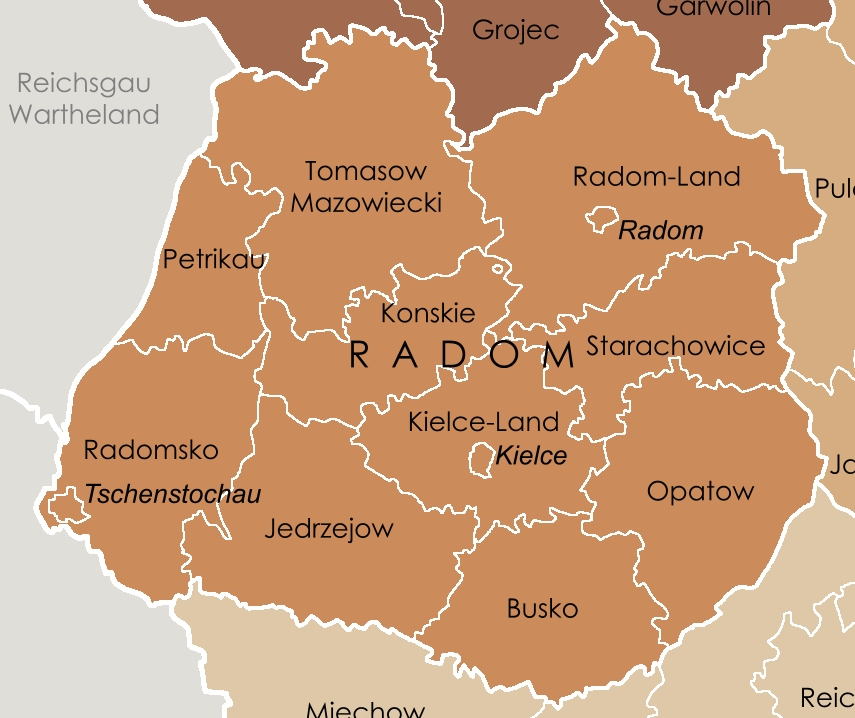
Mapa del Distrito de Radom.

El distrito de Radom (en alemán: Distrikt Radom) fue uno de los primeros cuatro distritos nazis del Gobierno General de la Polonia ocupada por los alemanes durante la Segunda Guerra Mundial, junto con el distrito de Varsovia, el distrito de Lublin y el distrito de Cracovia. Al oeste limitaba con el Reichsgau de Wartheland y la Alta Silesia Oriental.